# La cámara del terror
La cámara del terror (títol original en anglès Fear Chamber) és una pel·lícula de terror i ciència-ficció mexicana de 1968 dirigida per Juan Ibáñez i protagonitzada per Boris Karloff i Julissa.

## Argument
Científics descobreixen una roca viva sota un volcà. La roca s'alimenta de l'adrenalina de dones joves espantades, per la qual cosa els científics construeixen una cambra i segresten joves per a alimentar a la criatura.

## Repartiment
- Boris Karloff com a Dr. Karl Mantell.
- Julissa com Corinne Mantell.
- Carlos East com Mark.
- Isela Vega com Helga.
- Yerye Beirute com Roland.
- Sandra Chávez com Luisa Martínez.
- Eva Muller com a Ballarina.
- Rafael Muñoz Aldrete com a Nan (com Santanón).
- Pamela Parmeli com a Motorista rossa (com Pamela).
- Fuensanta Zertuche com Sally Ransome (com Fuensanta).
- Alfredo Rosas com Syed (com a Roses).
- Carolina Cortázar com a Clienta (no acreditada).

## Producció
La cámara del terror és una de les quatre pel·lícules de terror mexicanes de baix pressupost que Karloff va fer en un paquet amb el productor mexicà Luis Enrique Vergara. Les altres són La muerte viviente, Invasión siniestra i Serenata macabra. Les escenes de Karloff per a les quatre pel·lícules van ser dirigides per Jack Hill en Los Angeles en la primavera de 1968. Les pel·lícules es van completar a Mèxic.